# Уингер, Кип
Чарльз Фредерик Кип Уингер (род 21 июня 1961) — американский мультиинструменталист, основатель рок-группы Winger.
Также известен по своим сольным альбомам, участием в других проектах и группах и как композитор классической музыки.

## Биография
Рожденный в семье джазовых музыкантов, вместе со своими братьями Кип стал играть в группе Blackwood Creek выступая преимущественно в барах. Параллельно с игрой на бас-гитаре в возрасте 16 лет Кип начинает изучать теорию классической музыки.
Первый коммерческий успех приходит к Уингеру в 1984 г. где он является соавтором песни в альбоме Midnite Dynamite группы Kix.
В 1985 он присоединяется к группе Элиса Купера в качестве бас-гитариста, записывая два альбома.
В марте 1987 Уингер основывает одноименный коллектив, выпуская три альбома: Winger (1988), In the Heart of the Young (1990), и Pull (1993). Под нарастающим влиянием гранжа лэйбл Atlantic разрывает контракт с группой в 1993 году, группа прекращает своё существование, давая толчок к занятию Кипа сольным творчеством.
Кип переезжает в Санта-Фе (Нью-Мексико) и строит собственную студию. Незадолго до выхода первого сольного альбома в автокатастрофе гибнет его жена. В Санта-Фе записываются три альбома: This Conversation Seems Like a Dream (1997), Down Incognito (1998) и Songs from the Ocean Floor (2000).
В 2002 Уингер переезжает в Нашвилл (Теннесси), где также в домашней студии работает над своим четвёртым альбомом From the Moon to the Sun (2008). В 2006 анонсируется воссоединение группы Winger, выходят альбомы IV (2006), Karma (2009), Better Days Comin' (2014).
Стоит упомянуть о написанном для фортепиано, арфы и струнных симфоническом фрагменте «Ghosts», премьера которого состоялась в 2009 г.
В 2016 выходит классическое произведение «Conversations With Nijinsky»
В настоящее время Уингер продолжает активно гастролировать как с группой (играя на бас-гитаре, клавишных и акустической гитаре), так и давая сольные выступления, аккомпанируя себе на 12-струнной гитаре.

## Инструменты
В начале 90-х компании Jackson и Washburn выпускали подписные модели бас-гитар музыканта, однако его основными инструментами являются басы Warvick и Spector.
Уингер уже давнее время отдает предпочтение акустикам Alvarez-Yairi.
Клавишные партии как правило исполняются на синтезаторе yamaha motif xf6.

## Дискография

### Albums
Alice Cooper
- Alice Cooper — Constrictor (1986)
- Alice Cooper — Raise Your Fist and Yell (1987)
- Alice Cooper — Trash (1989)
- Alice Cooper — Welcome 2 My Nightmare (2011)

Winger
- Winger (1988)
- In the Heart of the Young (1990)
- Pull (1993)
- The Very Best of Winger (2001)
- IV (2006)
- Demo Anthology (2007)
- Seventeen The Demos Vinyl Autographed Limited Edition(2007)
- Winger Live (2007)
- Karma (October 2009)
- Better Days Comin' (2014)

Blackwood Creek
- Blackwood Creek (November 2009)

Сольные работы
- This Conversation Seems Like a Dream (1997)
- Down Incognito (1998)
- Songs from the Ocean Floor (2000)
- From the Moon to the Sun (2008)
- Ghosts - Suite No. 1 (2010)

Прочие
- Kix — Midnite Dynamite (1985)
- Fiona — Beyond the Pale (1986)
- Fiona — Heart Like a Gun (1989)
- Kane Roberts — Kane Roberts (1987)
- Twisted Sister — Love Is for Suckers (1987)
- Bob Dylan — Down in the Groove (1988)
- Various artists — Hearts of Fire Soundtrack (1987)
- Blue Yonder — House of Love (1987)
- Orange Swirl — Orange Swirl (1998)
- Seven Days — Ride (1998)
- Rob Eberhard Young — Speak (1999)
- Under Suspicion — Under Suspicion (2001)
- Jordan Rudess — Rhythm of Time (2004)
- Twenty Flight Rockers — The New York Sessions 1988 (2004)
- XCarnation — Grounded (2005)
- The Mob — The Mob (2005)
- Jordan Rudess — The Road Home (2007)
- Northern Light Orchestra — Orchestra Arrangements (2009)

Трибьюты
- «Space Truckin'»-----Smoke on the Water - A Tribute to Deep Purple — Various artists — (1994)
- «I'm in Love with My Car»-----Stone Cold Queen: A Tribute — Various artists — (2001)
- «I Want You»-----Spin the Bottle: an All-Star Tribute to Kiss — Various artists — (2004)
- «A Love Like Yours (Don't Come Knocking Everyday)»-----What's Love? a Tribute to Tina Turner — Various artists — (2004)
- «Limelight» & «The Spirit of Radio»-----Subdivisions: A Tribute to Rush — Various artists — (2005)
- «Send Her My Love»-----An '80s Metal Tribute To Journey — Various artists — (2006)
- «Drive My Car»-----Butchering the Beatles: A Headbashing Tribute — Various artists — (2006)
- «Holding Back the Years» (by Simply Red)-----Hair Metal Greatest Power Ballad Covers — Various artists — (2009)